# Università statale di Novosibirsk

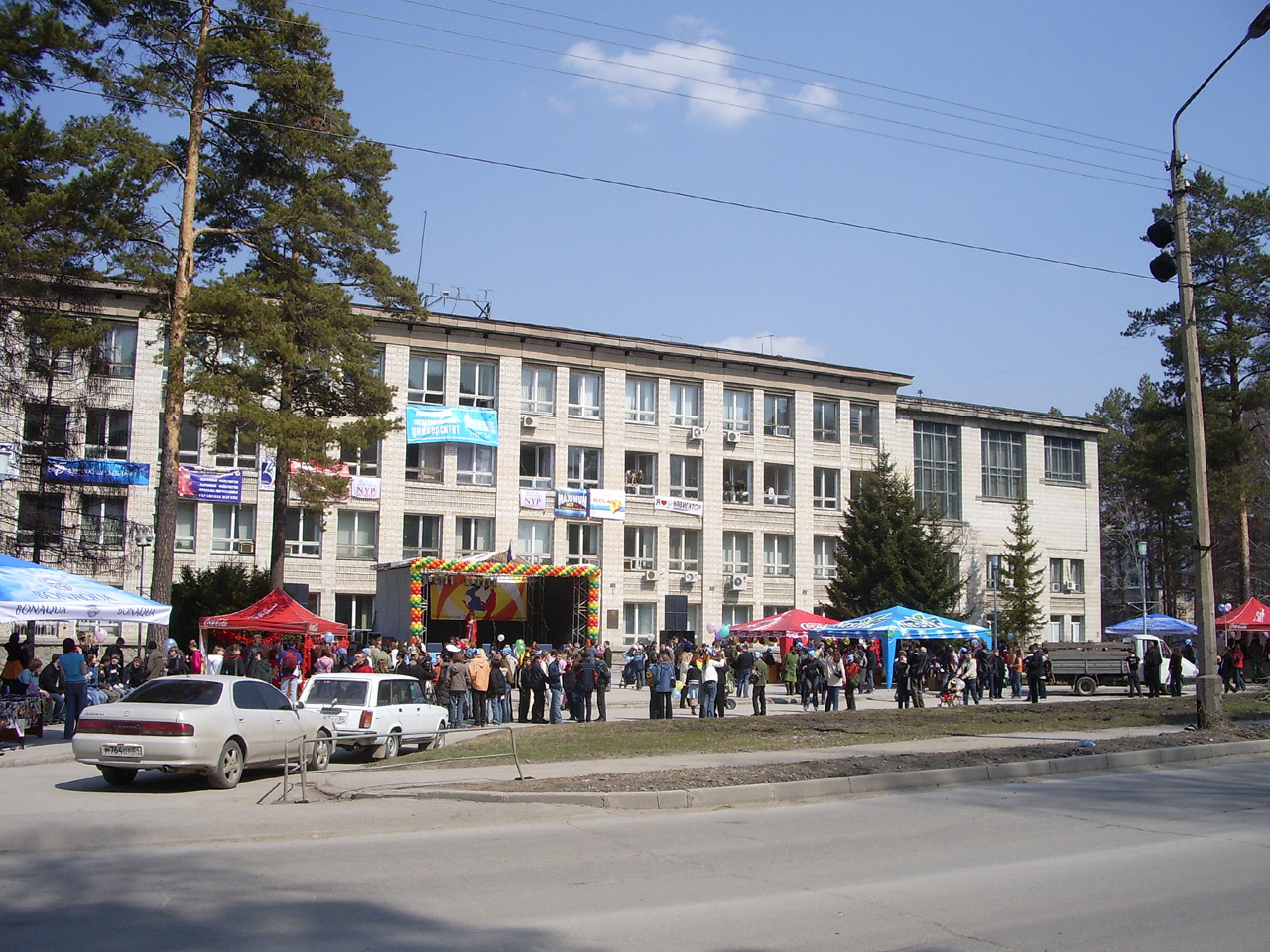
L'edificio principale dell'USN durante l'ultimo giorno del festival Intersettimana

L'Università statale di Novosibirsk (NGU, in russo Новосибирский государственный университет?) è un'università pubblica che si trova ad Akademgorodok (una cittadina scientifica), in Russia. La maggior parte degli insegnanti sono impiegati della Sezione Siberiana dell'Accademia russa delle scienze.

## Storia
L'NGU è stata fondata il 9 gennaio 1958, quando fu rilasciata la delibera del Consiglio dei ministri dell'URSS sull'organizzazione dell'Università e sulla progettazione degli edifici di studio, delle case dello studente e delle case d'abitazione per gli impiegati. La prima lezione ebbe luogo a settembre 1959.
Fino agli anni novanta essa fu l'unica università nella città di Novosibirsk. In seguito, molti istituti tecnici ed economici divennero università, creando facoltà necessarie per intitolarsi come tali. Ma la qualità di queste nuove facoltà è considerata inferiore dagli abitanti di Novosibirsk, e da allora esiste un'espressione "A Novosibirsk c'è una sola ed unica università" (anche se i sostenitori di tutte le nuove università non sono d'accordo).

## Album studio
L'Università comprende le facoltà
- di matematica e meccanica
- di fisica
- delle scienze naturali
- umanistica
- economica
- geologica
- delle lingue straniere

ed altre.
Essa possiede un gran numero degli insegnanti, molti dei quali abbinano il lavoro negli istituti di ricerca con l'insegnamento, la proporzione tra gli studenti e gli insegnanti è circa 4:1. Gli studenti fanno pratica anche negli istituti di ricerca, ad esempio l'Istituto di fisica nucleare Budker.
Nell'università c'è un Centro di studi europei (progetto TACIS), che è una delle sei sedi russe degli esami CILS (certificazione di italiano come lingua straniera) dell'Università per stranieri di Siena.

## Attività culturale
Oltre allo studio l'università organizza molti eventi culturali, mette a disposizione le stanze ai club culturali volontari, ai club linguistici, ecc. Tutte queste attività vengono organizzate dagli stessi studenti. Funzionano anche molte organizzazioni non commerciali.
La più gran festa dell'università, l'Intersettimana, viene condotta ogni anno a maggio e comprende esibizioni artistiche, tavole rotonde, proiezioni dei film, giochi intellettuali e dibattiti. L'Intersettimana finisce con la processione dei partecipanti, un concerto di collettivi degli studenti e un concerto rock.